# Doride (Grèce)
Pour les articles homonymes, voir Doris et Doride.

Les régions du nord de la Grèce antique.

La Doride ou Doris (en grec ancien Δωρίς / Dôris) est un petit district montagneux de la Grèce antique, délimité par l'Étolie, le sud de la Thessalie, la Locride et la Phocide. La région a été habitée par les Doriens. Elle se situe entre les monts Œta et Parnasse et il se compose de la vallée de la rivière Pinde, un affluent du Céphise, dans lequel il se jette non loin des sources de ce dernier. Le Pinde est maintenant appelé Apostoliá. Cette vallée est ouverte vers la Phocide mais elle se trouve plus haut que la vallée du Céphise, s'élevant au-dessus des villes de Drymaea, Tithronium et Amphicaea, qui sont les dernières cités de Phocis.

## Géographie
La Doride est décrite par Hérodotecomme étant située entre la Malis et la Phocide, et n'ayant que 30 stades de largeur, ce qui correspond presque à l'étendue de la vallée de l'Apostolia dans sa partie la plus large. Dans cette vallée, il y a quatre cités formant la tétrapole dorienne, à savoir : Erineus, Boium, Cytinium et Pindus (également appelé Akyphas). Erineus, comme la plus importante, semble avoir été également appelé Dorium. Les Doriens, cependant, ne se sont pas confinés dans ces limites étroites, mais ont occupé d'autres endroits le long du mont Œta. Ainsi Strabon au livre IX décrit les Doriens de la tétrapole comme la plus grande partie de la nation et le scholiaste de Pindare évoque six cités doriennes : Erineus, Cytinium, Boium, Lilaeum, Carphaea et Dryope. Certains ont pensé que Lilaeum (Lilaea) est une ville dorienne à l'époque de l'invasion perse, puisqu'elle n'est pas mentionnée parmi les cités de Phocide détruites par Xerxès ; cependant, les recherches modernes basées sur des preuves numismatiques et épigraphiques contredisent ce point de vue. Carphaea est probablement Scarpheia près des Thermopyles ; et par Dryope, on entend probablement le pays autrefois habité par les Dryopes. D'après le récit précédent et d'après la déclaration de Scylax, qui parle de  Λιμοδωριεῖς / Limodôrieis, les Doriens sembleraient à un moment donné se déployer à travers le mont Œta jusqu'à la côte de la mer. Parmi les villes doriennes, Hécatée mentionne Amphanae, appelée Amphanaea par Théopompe. Tite-Live situe en Doride, Tritonon et Drymiae, qui sont évidemment les villes de Phocide appelées ailleurs Tithronium et Drymaea. Il y a un important col de montagne traversant le Parnasse de Doride à Amphissa dans le pays des Locriens Ozoliens : en haut de ce col se trouve la ville dorienne de Cytinium.
Il est dit que la Doride est appelée à l'origine Dryopis du nom de ses premiers habitants, les Dryopes, qui ont été expulsés du pays par Héraclès et les Maliens. Il tire son nom des Doriens, qui ont émigré de ce district pendant conquête du Péloponnèse. Par conséquent, le pays est appelé la métropole des Doriens du Péloponnèse. Sparte, en tant que principal État d'origine dorienne, a envoyé à plus d'une occasion de l'aide à la métropole quand celle-ci a été attaquée par les Phocéens et d'autres voisins.

## Origine du nom
Le mot « Doriens » est censé dériver de Doros, le fils d'Hellen. Selon une tradition, Doros se serait installé une fois dans le pays connu sous le nom de Doride. Mais d'autres traditions présentent les Doriens comme plus largement répandus dans les temps anciens. Hérodote raconte qu'à l'époque du roi Deucalion, ils habitent le district de Phthiotide et qu'à l'époque de Doros, fils d'Hellen, ils habitent le pays appelé Histiéotide au pied d'Ossa et de l'Olympe. Expulsés d'Histiéotide par les Cadméens, ils habitent sur le mont Pinde. De là, ils ont migré vers Dryopes et étant passés de Dryopes au Péloponnèse, ils sont appelés les Doriens. Pour cette raison, Hérodote n'aurait pu avoir d'autre autorité que celle de la tradition. Dans la Bibliothèque Doros est représenté comme occupant le pays à travers le Péloponnèse, de l'autre côté du golfe de Corinthe, et appelant les habitants après lui-même, les Doriens. Par cette description, on entend évidemment tout le pays le long de la rive nord du golfe de Corinthe, comprenant Aetolia, Phocis et le pays des Ozoliens Locriens. Cette déclaration, selon Smith, est au moins plus appropriée aux faits attestés par des preuves historiques que les légendes données par Hérodote. Il est impossible de croire que les habitants d'un district aussi insignifiant que Doride Proper aient conquis la plus grande partie du Péloponnèse et le conte commun que les Doriens ont traversé Naupacte lors de la conquête est conforme à la légende selon laquelle ils sont les habitants de la rive nord du golfe.

## Histoire
Dans la période historique, toute la partie orientale et méridionale du Péloponnèse est en possession des Doriens. À partir de l'isthme de Corinthe, ils prennent d'abord possession de Mégare, dont le territoire s'étend au nord de l'isthme de Saronique au golfe de Corinthe ; vient ensuite Corinthe, et à son ouest Sicyone ; au sud de ces deux cités se trouvent Phlionte et Cléones. L'Argolide est divisée entre Argos, Epidaure, Trézène et Hermione, dont ce dernier, cependant, a été habité par les Dryopes, et non par les Doriens. Dans le golfe Saronique, Égine est peuplée de Doriens. Au sud du territoire d'Argive se trouve la Laconie et à l'ouest, la Messénie, tous deux gouvernés par les Doriens. La rivière Néda, qui sépare la Messénie de Triphylie, sous l'Elide dans sa plus grande largeur, est la frontière des États doriens du côté ouest de la péninsule. Les districts qui viennent d'être mentionnés sont représentés dans les épopées homériques comme les sièges des grandes monarchies achéennes, et il n'y a aucune allusion dans ces poèmes à une population dorienne du Péloponnèse. En fait, le nom des Doriens n'apparaît qu'une seule fois chez Homère comme l'une des nombreuses tribus de Crète. Le silence d'Homère indique que la conquête dorienne du Péloponnèse doit avoir eu lieu postérieurement à l'époque du poète, et par conséquent elle doit être placée à une date beaucoup plus tardive que celle qui lui est habituellement attribuée.
Depuis le Péloponnèse, les Doriens se sont répandus sur diverses parties de la mer Égée et de ses mers accolées. Des colonies doriennes ont été fondées durant des temps mythiques dans les îles de Crète, Milos, Santorin, Rhodes, Kos et l'ancienne Hexapole dorienne située sur en Doride anatolienne. À peu près au même moment, ils fondent sur la côte de Carie les villes de Cnide et d'Halicarnasse : ces deux cités, avec Cos et les trois cités rhodiennes de Lindus, Ialysus et Camiros, forment une confédération généralement appelée l'Hexapole dorienne. Les membres de cet hexapole ont coutume de célébrer une fête, avec des jeux, sur le promontoire triopien, près de Cnide, en l'honneur de l'Apollon triopien ; les prix de ces jeux sont  des trépieds en airain, que les vainqueurs doivent consacrer dans le temple d'Apollon. Halicarnasse a été châtié par la ligue parce qu'un de ses citoyens a porté le trépied dans sa propre maison au lieu de le laisser dans le temple. L'hexapole est ainsi devenue une pentapole.
Les colonies doriennes ont fondé de nombreuses autres colonies à l'époque archaïque. Corinthe, la principale cité commerciale des Doriens, colonise Corfou et implante plusieurs colonies sur la côte ouest de la Grèce, dont Ambracie, Anactorium, Leucade et Apollonia sont les plus importantes. Épidamne, plus au nord, est également une colonie dorienne, fondée par les Corcyréens. En Sicile, nous trouvons plusieurs cités doriennes puissantes : Syracuse, fondée par Corinthe ; Megara Hyblaea, par Mégare ; Gela, par les Rhodiens et les Crétois ; Messine, peuplée par la suite de Messéniens, et donc appelé Messène ; Agrigente, fondé par Gela ; et Sélinonte, par Megara Hyblaea. Dans le sud de l'Italie, il y a la grande cité de Tarente, fondée par les Lacédémoniens. Dans les mers orientales, il y a aussi plusieurs cités doriennes : Potidée, dans la péninsule Chalcidique, fondée par Corinthe ; et Selymbria, Chalcédoine et Byzance, tous trois fondés par Megara.
Lors de la première guerre médique, la Doride se soumet aux Perses et, par conséquent, ses cités ont été épargnées. La Doride est l'une des membres les plus anciennes de l'amphictyonie de Delphes et, selon Thucydide, c'est une région stratégique déjà 25 ans avant la guerre du Péloponnèse, durant laquelle pour la première fois les Phocéens et les Lacédémoniens se sont affrontés, les premiers comme envahisseurs et les seconds comme protecteurs de la capitale de Doride Kytinion. Au IIIe siècle av. J.-C., la Tétrapole dorienne rejoint la Ligue étolienne. Par la suite, ils sont assistés par les Lacédémoniens, quand  les Phocidiens et les tribus voisines les attaquen. Leurs cités ont beaucoup souffert dans les troisième et quatrième guerres sacrées ainsi que pendant les guerres de Macédoine, de sorte que Strabon s'est étonné de constater qu'aucune trace d'entre elles n'en ait été laissée à l'époque romaine. Ces cités ont continué à être mentionnées par Pline.
Au VIe siècle, l'ancienne Voion est la seule des cités de la tétrapole dorienne encore mentionnée dans le Synekdèmos de Hiéroclès.